# Ericerus pela
Ericerus pela är en insektsart som först beskrevs av Édouard Louis Chavannes 1848.  Ericerus pela ingår i släktet Ericerus och familjen skålsköldlöss. Inga underarter finns listade i Catalogue of Life. Arten används i Kina och Japan för att framställa ett slags vax.